# Барацьба (газета)
Барацьба́ (с бел. — «Борьба») — газета Слонимского антифашистского комитета Барановичской области, публиковавшаяся в 1944 году в период Второй мировой войны.

## История
Газета издавалась в 1944 году в партизанском отряде имени Феликса Дзержинского, входившем в состав бригады имени Константина Рокоссовского. Местом её выхода стал лес «Волчьи норы» на юге Слонимщины. Печатный орган выпускался наряду с другими подпольными изданиями, такими как «Вольная праца» и «За Родину». Известно о двух номерах «Барацьбы» на белорусском языке, датированных 19 и 28 июня 1944 года. Редактором выступал Анатоль Иверс.

## Содержание
Газета освещала случаи насилия немецких оккупационных сил над мирным населением, призывала жителей региона к сопротивлению, публиковала материалы о ситуации на фронтах и информировала о событиях, связанных с открытием второго фронта союзными войсками.